# Bolo de Fanta
Bolo Fanta (em alemão:  Fantakuchen ) é um bolo originário da Alemanha. O ingrediente principal é o refrigerante Fanta, originando uma textura mais fofa do que os outros bolos típicos devido à carbonatação. O bolo é coberto com uma cobertura simples de limão ou uma camada de creme de leite fresco, chantilly, açúcar e tangerinas enlatadas. É normalmente servido em festas de aniversário ou vendas de bolos . 
A Fanta foi desenvolvida pela filial alemã da Coca-Cola Company durante a Segunda Guerra Mundial, porque os embargos dificultaram a obtenção de alguns ingredientes típicos dos regrigerantes na Alemanha. A Fanta se popularizou como bebida e adoçante em outros pratos, como bolos.

## Bolos semelhantes
Receitas semelhantes usam outros refrigerantes. Por exemplo, na Alemanha, usar Sprite origina Spritekuchen e a Coca-Cola faz Colakuchen. Outras bebidas como limonada são utlizadas para fazer Limokuchen.
No sul dos Estados Unidos, bolos semelhantes usando 7 Up, Coca-Cola e Dr Pepper surgiram em meados do século XX. A Cracker Barrel introduziu o bolo de cola em seu menu na década de 90, com iterações incluindo o bolo de Coca-Cola com chocolate duplo.
Vários tipos de bolos feitos com cerveja são parcialmente fermentados pela carbonatação natural da cerveja.